# Sandgeprägter Strom

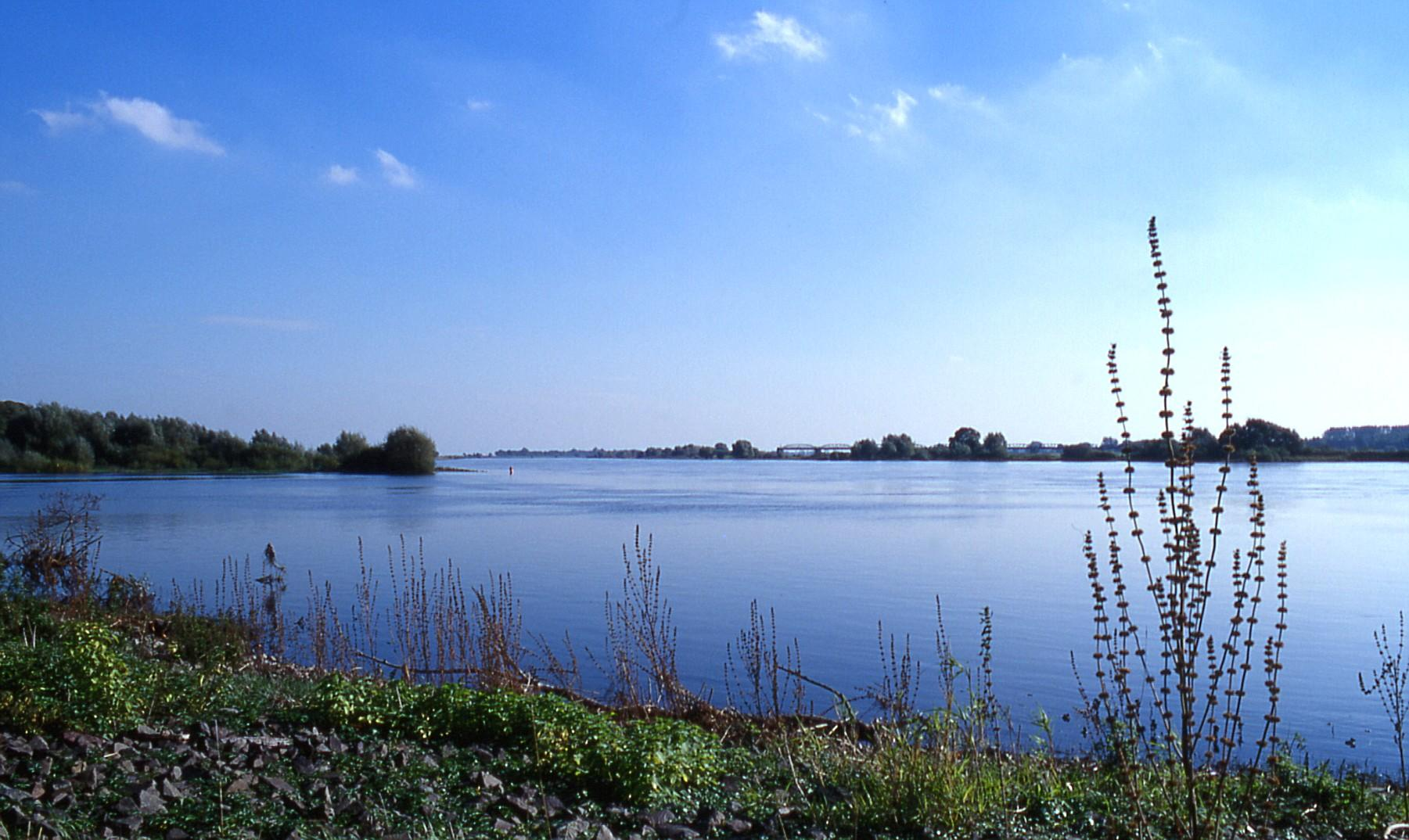
Fließgewässertyp 20: Die Elbe bei Dömitz

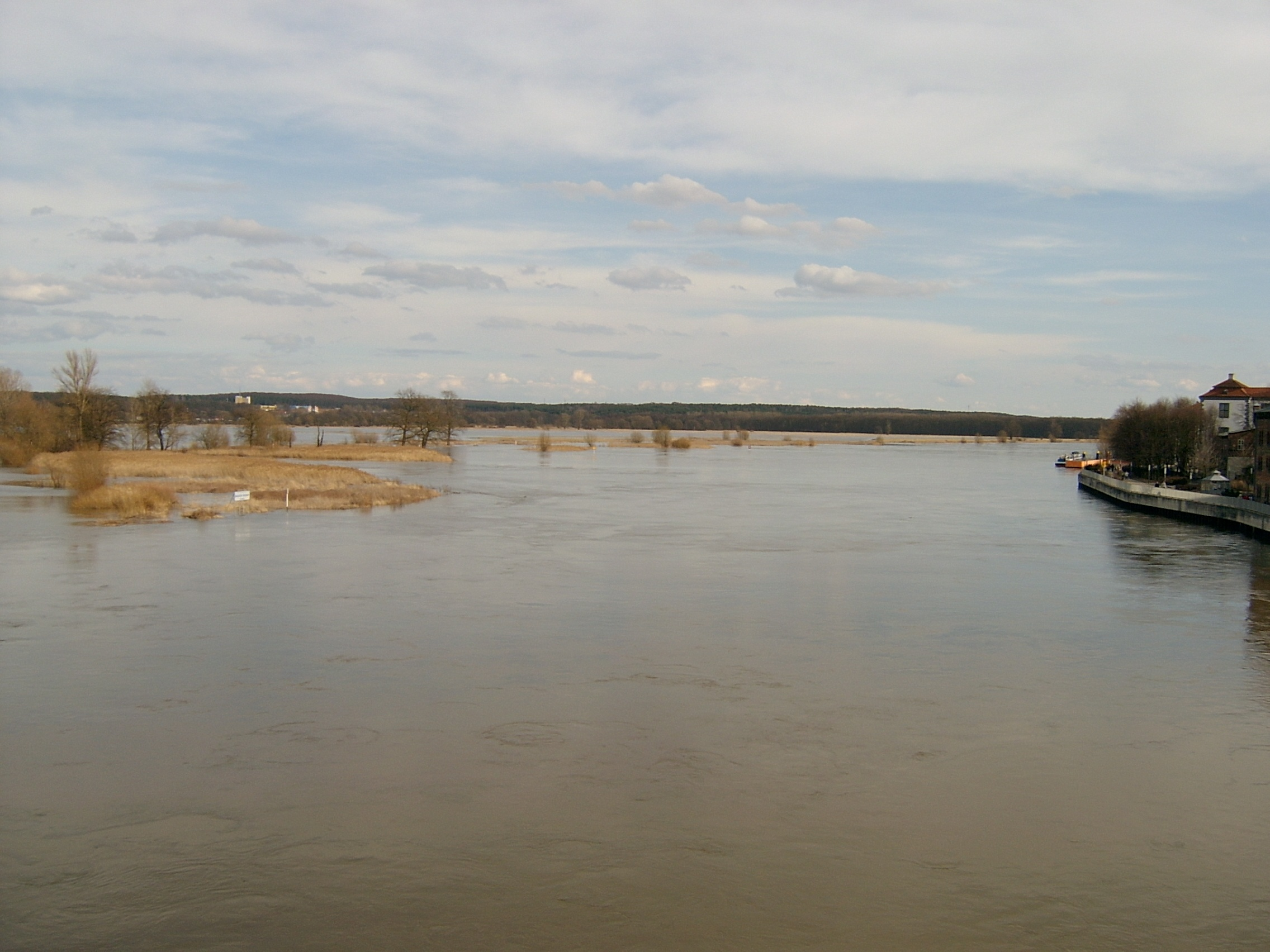
Die Oder als sandgeprägter Strom, Blick von der Brücke Frankfurt (Oder)–Słubice

Sandgeprägter Strom ist die Bezeichnung eines von der LAWA festgelegten Fließgewässertyps des norddeutschen Tieflands (Typ 20). Es existiert der Subtyp Sandgeprägter, tidebeeinflusster Strom des Tieflands (Beispiel: Unterelbe).

## Gewässerstruktur
Diese Gewässer fließen in breiten, flachen Niederungen, oft in Urstromtälern. Sie verlaufen meist gewunden bis mäandrierend, wobei die Strömung teilweise schwach, teilweise auch relativ stark sein kann. Die Gewässersohle besteht neben Sand und Kies häufig auch aus organischen Materialien sowie großen Mengen Totholz, oft in Form umgestürzter Bäume. Es kommen natürlicherweise unter anderem Inseln, Tiefrinnen und Furten vor. Teilweise finden großräumige Laufverlagerungen und -aufspaltungen statt. Durch die Begradigungen und Eindeichungen der meisten sandgeprägten Ströme ist dies jedoch kaum noch möglich.
Die Einzugsgebiete der Ströme sind größer als 10.000 km².

## Flora und Fauna
In sandgeprägten Strömen sind viele unterschiedliche Arten von Lebewesen zu finden. Vorherrschend sind Arten, welche stabile Sand- und Kiesablagerungen benötigen. Es kommen unter anderem Erbsenmuscheln,  verschiedene Eintagsfliegen und Libellen wie die Gemeine Keiljungfer vor. Auch Fische wie Brachse, Barbe und Ukelei, die Fließgewässer bevorzugen, sowie in den Auen lebende Stillwasserarten wie Schleie, Bitterling oder Schlammpeitzger kommen vor, zudem saisonabhängig Wanderfische wie Lachs und Meerneunauge.
Vorherrschend in den Uferbereichen dieser Flüsse ist das Knoten-Laichkraut, zusammen mit anderen Schwimmblattpflanzen wie dem Schwimmenden Laichkraut. Auch Plankton ist in den Gewässern vorhanden, seine Dichte hängt jedoch stark von der Abflussspende der Flüsse ab.

## Beispiele
- Elbe
- Oder
- Rhein
- Unterlauf der Havel